# Ricardo Cifuentes
Ricardo Óscar Cifuentes Lillo (San Javier de Loncomilla, 12 de septiembre de 1962) es un profesor y político chileno. Fue subsecretario de Desarrollo Regional y Administrativo de Chile entre 2014 y 2018. Desde el 24 de julio de 2023, y hasta el 15 de abril de 2024, ejerció como presidente de la Cámara de Diputadas y Diputados.

## Educación
Su enseñanza media la cursó en el Liceo Gregorio Cordovez. Es licenciado en Historia y Geografía de la Universidad de La Serena y tiene un diplomado en Ciencia Política.

## Familia
Sus padres son Juan Isidro Cifuentes y Margarita del Carmen Lillo Fuentealba. Tiene cinco hermanos, dos de ellos siguieron una carrera política. Hugo Enrique (Superintendente de Seguridad Social entre 1992 y 1994) y Eugenia de Las Marías (Asesora de gestión de la Corporación Municipal Gabriel González Videla de La Serena).
Ricardo Cifuentes es cuñado del alcalde de Vicuña, Rafael Vera Castillo.
Su hija, Andrea Cifuentes Vergara, de profesión psicóloga. Ha desempeñado cargos en la Municipalidad de La Serena, actualmente es secretaria regional del Consejo Nacional de Producción Limpia.

## Carrera
En 1993 ingresó a la Seremia de Planificación de la Región de Coquimbo como parte del gabinete del Intendente Renán Fuentealba, cargo que mantuvo hasta el año 2000.
El año 2001 participó en las elecciones parlamentarias como candidato a Diputado por el distrito N° 7, que agrupa a las comunas de Andacollo, La Higuera, La Serena, Paihuano y Vicuñano no resultando electo.
Ese mismo año es designado director de la empresa ESSCO (Empresa de Servicios Sanitarios de la Región de Coquimbo), el directorio estuvo presidido por el ex intendente Renán Fuentealba Moena. Se mantuvo en el cargo hasta el año 2005, época en que la empresa es concesionada por 30 años a Aguas del Valle.
El año 2005 participó nuevamente en las elecciones parlamentarias como candidato a Diputado por el distrito N° 7, que agrupa a las comunas de Andacollo, La Higuera, La Serena, Paihuano y Vicuña no resultando electo.
El año 2006 fue designado por la presidenta Michelle Bachelet como Intendente de la Región de Coquimbo entre el 11 de marzo de 2006 y el 11 de marzo de 2010, fecha en que entrega el cargo a Sergio Gahona.
El año 2010 es nombrado Vicerrector de la Universidad Pedro de Valdivia,sede La Serena, hasta el año 2013 que presenta su renuncia cuando el establecimiento era investigado por problemas en su acreditación.
El 28 de enero de 2014 fue designado subsecretario de Desarrollo Regional por la presidenta electa Michelle Bachelet. Asumió el 11 de marzo de ese año y renunció en marzo de 2018
En septiembre de 2018 fue designado director de Televisión Nacional de Chile, un cargo con una duración de ocho años.

## Historial electoral

### Elecciones parlamentarias de 2001
- Elecciones Parlamentarias de 2001 a Diputados por el distrito 7 (Andacollo, La Higuera, La Serena, Paihuano y Vicuña) [12]

### Elecciones parlamentarias de 2005
- Elecciones parlamentarias de 2005 a Diputados por el distrito 7 (Andacollo, La Higuera, La Serena, Paihuano y Vicuña)[13]

### Elecciones de gobernador regional de 2021
- Elección de gobernador regional de 2021 para la gobernación de la Región de Coquimbo, primera vuelta.

### Elecciones parlamentarias de 2021
- Elecciones parlamentarias de 2021 para el Distrito 5 (Andacollo, Canela, Combarbalá, Coquimbo, Illapel, La Higuera, La Serena, Los Vilos, Monte Patria, Ovalle, Paihuano, Punitaqui, Río Hurtado, Salamanca y Vicuña)[14]